# VISITOR
『VISITOR』（ビジター）は、1998年（平成10年）にWOWOWで放送されたSFアニメーション作品。徳田淳の初監督作品でもある。上映時間84分。ギャガ・コミュニケーションズとクリーク・アンド・リバーの共同プロジェクトである『CR-GAGAプロジェクト』第1回作品として制作された。

## 概要
日本初のフル3DCG長編作品との触れ込みで発表された本作は、1998年（平成10年）11月7日にWOWOWにてプレミア放送された。
フィギュアとCGアニメーションを融合させ、フィギュアが実際に動いているような映像を見せるという制作手法の作品。『サンダーバード』に代表されるスーパーマリオネーション作品の進化した形でもある。
予算は2億円、完成時期は制作発表の数か月後とあらかじめ限定された条件の中で、予算と製作費用を節約する手法としてフィギュアニメーションというコンセプトで製作された。この用語は徳田による造語であるが、登場人物を人形に見立てて動かすというものであり、当初から細やかな人間らしい動きを追求することをやめている。結果、6名のCGスタッフにより9か月間で本作は完成した。
キャラクターデザインのイメージは脚本化の伊藤和典からの指示は、『機動警察パトレイバー』の登場人物に例えて、柊美佳は香貫花・クランシー、望月リラは泉野明というものだった。

## ストーリー
西暦2099年、火星の第1惑星フォボスが、謎の巨大な生命体に飲み込まれ、地球に進路を向け始めた。これに対し人類は、本来は小惑星衝突から地球を護るスペースガード財団中心に、急遽国際宇宙軍を編成する。その中には、日本の官民合同事実として派遣された民間企業の派遣OL2人がいた。派遣先は宇宙。業務は侵略者排除。ロケット1つ飛ばすにも印鑑が必要な彼女たちに今、地球の運命が託される。地球の運命は人材派遣会社のOL、柊美佳と望月リラの二人に委ねられた。

## キャスト
- 柊美佳 - 三石琴乃
- 望月リラ - 川澄綾子
- 伊庭茂樹 - 千葉繁
- 霧山源五郎 - 立木文彦
- 鷲津健策 - 佐藤政道
- 鮎沢課長 - 加賀谷純一
- 佐鳥牧人 - 飛田展男

## スタッフ
- 監督 - 徳田淳
- 脚本 - 伊藤和典
- キャラクターデザイン - 高田明美
- 音楽 - 高橋圭一
- ビジュアルディレクター - 鎌田恭彦
- 科学監修 - 立花薫
- CGデザイン - 松澤正夫
- 制作 - コム・エヌティー
- プロデューサー - 小山孝彦
- 製作 - ギャガ・ピクチャーズ

## 協賛
株式会社エヌ・ケー・エクサ、株式会社CSKなどからSilicon GraphicsのWorkStationの提供を受けることで制作する事が出来た。

## 製作委員会
GAGA / namko / avex / クリーク＆リバー社 / レッズ / JIC / コム・エヌティー

## 主題歌
エンディングテーマ「Stairway to the Sun」
編曲・作曲 - 高橋圭一 / 作詞 - 山本景子 / 歌 - Groovy Boyfriends

## 関連商品
ビデオ、パイオニアLDC株式会社からLD、PanasonicからDVDが販売された。